# Экалавья
Экала́вья (санскр. एकलव्य) — герой древнеиндийского эпоса «Махабхарата», сын Хираньядхануса, царя нишадхов, молодой принц, хотевший стать учеником Дроны. Так как нишадхи были неарийским, варварским племенем, Дрона не принял его к себе в ученики. Экалавья, припав головой к стопам Дроны, удалился в лес. В лесу, без ведома или согласия Дроны, Экалавья вылепил из глины мурти своего учителя и обращаясь к нему за советами, стал тренироваться в стрельбе из лука, соблюдая при этом строгую дисциплину. Вскоре целеустремлённый Экалавья приобрёл невероятную быстроту в обращении с луком и стрелами и превратился в искусного воина, равного Арджуне по мастерству и доблести.
Однажды царевичи Кауравы и Пандавы отправились в своих колесницах на охоту. В лесу один из охотничьих псов заблудился и увязался за Экалавьей, заливаясь лаем. Тогда Экалавья, желая унять пса, не глядя, на звук, пустил в него семь стрел, которые влетели ему в пасть, прежде чем он успел закрыть её. С пастью, полной стрел, пёс вернулся к Пандавам. При виде его царевичи были крайне изумлены. Поняв, что для этих выстрелов требовалась необыкновенная быстрота, царевичи начали хвалить мастерство неизвестного лучника. Вскоре они нашли Экалавью, непрестанно стрелявшего из своего лука. Экалавья заявил, что он был учеником Дроны, старательно изучавшим «Дханур-веду».
После возвращения домой Пандавы рассказали Дроне об этой истории. Это происшествие вызвало неистовую ревность Арджуны, которому Дрона ранее пообещал, что он будет самым искусным стрелком из лука среди всех его учеников. Арджуна в раздражении напомнил Дроне, что наставник обещал сделать его величайшим лучником на земле, и они вместе отправились повидать нишадского царевича. Экалавью они нашли непрестанно стреляющим из лука, измазанным в грязи, одетым в обтрёпанные одежды и с волосами, сложенными как у отшельника. Экалавья приветствовал приближавшегося Дрону с подобающим почтением и назвал его своим учителем. На это Дрона ответил, что если Экалавья в самом деле был его учеником, тогда ему немедленно полагалось дать своему гуру дакшину. Когда Экалавья пообещал отдать Дроне все, чего тот попросит, Дрона потребовал от Экалавьи его правый большой палец. Не желая нарушить своё слово, Экалавья выполнил приказание Дроны. С радостным лицом, без всякого колебания, он отсёк правый большой палец, протянул его Дроне и снова продолжил стрелять из лука, хотя и не с прежней быстротой. «И тогда Арджуна обрадовался всей душой и стал свободен от лихорадки ревности. А Дрона оказался верным своему слову: никто другой не мог превзойти Арджуну» (Адипарва, гл. 123).
Позднее, Экалавья стал одним из доверенных лиц царя Джарасандхи. Во время сваямвары Рукмини, по поручению Джарасандхи Экалавья служил гонцом между Шишупалой и отцом Рукмини Бхишмакой. Бхишмака хотел выдать Рукмини замуж за Шишупалу, но Рукмини против его воли убежала с Кришной. Во время Битвы на Курукшетре, Экалавья погибает от руки Кришны. Вскоре после победы на Курукшетре Пандавы затевают великое жертвоприношение коня (ашвамедху), и Арджуна с жертвенным конём обходит окрестные страны, требуя покорности. Когда Арджуна достиг страны нишадов, царь страны (сын Экалавьи) оказал яростное сопротивление, и Арджуна, по словам сказания, подверг нишадов разгрому.